# 施家堡乡
施家堡乡，是中华人民共和国四川省阿坝藏族羌族自治州松潘县曾经下辖的一个乡。2019年12月，撤销施家堡乡，将其所属行政区域划归小河镇管辖。

## 行政区划
施家堡乡撤销前下辖以下地区：
双河村、丰坪村、四望堡村和新光村。